# Hamptons

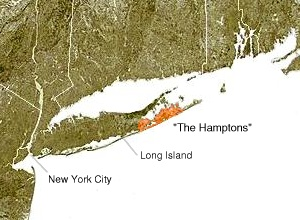

Os Hamptons são um grupo de vilas de luxo, localizado no estado de Nova Iorque, nos Estados Unidos da América.
O seriado Revenge tem como cenário principal este balneário.

## Celebridades que possuem residência em Hamptons
- Mariah Carey
- Madonna
- Lady Gaga
- Paris Hilton
- Pelé
- Tiger Woods
- Ralph Lauren
- Calvin Klein
- Alessandra Ambrósio
- Star Jones
- Kimora Lee Simmons
- Katie Couric
- Jacqueline Onassis
- Sarah Jessica Parker
- Matthew Broderick
- Ronald Perelman
- Christie Brinkley
- Jerry Seinfeld
- Gwyneth Paltrow
- Kelly Ripa
- Blake Lively
- Duda Attie
- Steven Spielberg
- Kate Capshaw
- Renée Zellweger
- Caroline Kennedy
- Russell Simmons
- Diddy
- Roy Scheider
- Alec Baldwin
- Ira Rennert
- Fergie
- Ron Perlman
- L.A. Reid
- Joanne Kathleen Rowling
- Martin Varsavsky
- Khloé Kardashian
- Kourtney Kardashian
- Scott Disick
- Mariska Hargitay
- Peter Hermann
- Beyoncé
- Jay-Z